# 프리드리히 3세 폰 작센 선제후

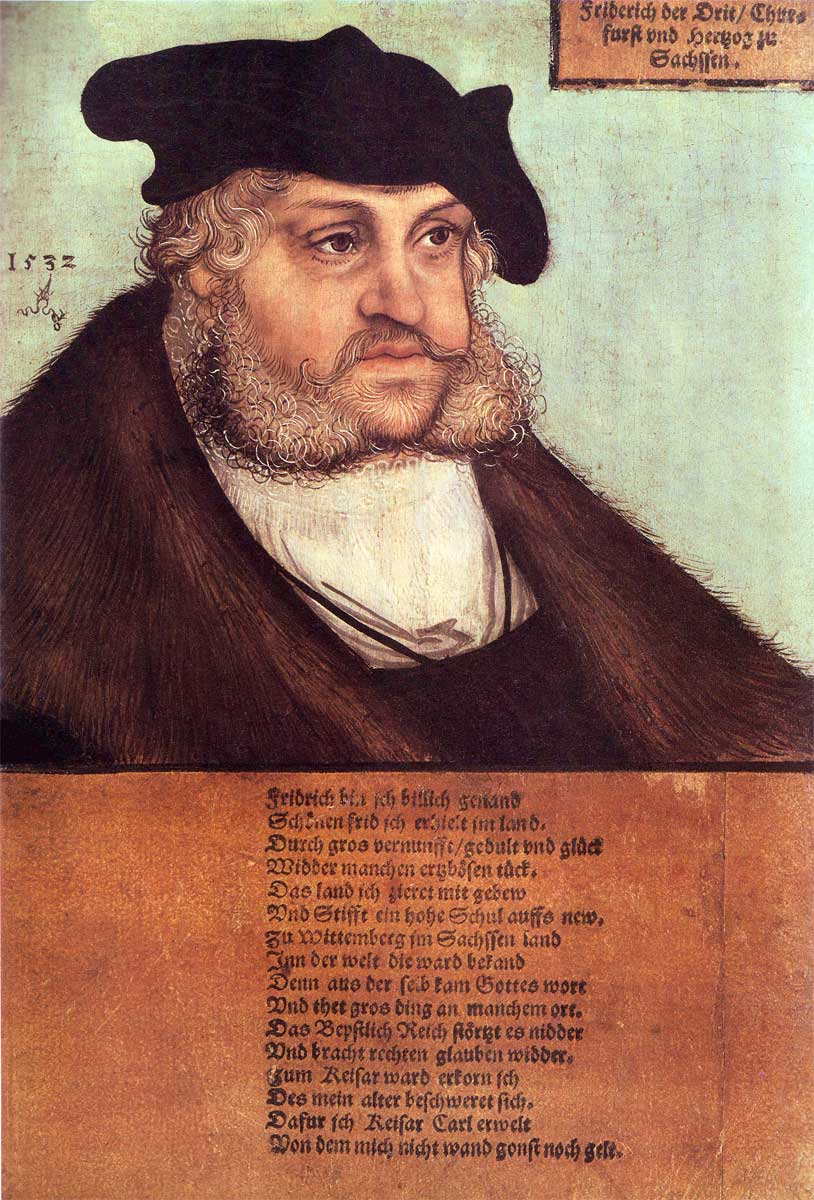
루카스 크라나흐가 그린 초상화

작센의 프리드리히 3세(Friedrich III, Friedrich der Weise von Sachsen, 1463년 1월 17일 ~ 1525년 5월 25일)는 작센 선제후 (재위 1486년 ~ 1525년)이다. 현명하기로 이름이 나 '현공'이라는 칭호가 붙었다.
교양이 풍부하고 음악과 역사에 관심이 많았으며 비텐베르크를 예술 활동의 중심지가 되게 하였다. 신성 로마 황제의 자리에 오르지 않고, 1502년 비텐베르크 대학교를 세웠다. 그는 열렬한 구교도였지만 마르틴 루터를 보호하고 그를 바르트부르크 성에 숨겨 주고 종교 개혁을 도와, 그에 의하여 종교개혁이 진전되었다.

## 같이 보기
- 루터 (2003년 영화)